# Otinotoides australis
Otinotoides australis är en insektsart som beskrevs av William Lucas Distant. Otinotoides australis ingår i släktet Otinotoides och familjen hornstritar. Inga underarter finns listade i Catalogue of Life.